# Henri II de La Trémoille
Pour les autres membres de la famille, voir Maison de La Trémoille.
 (juillet 2012).
Si vous disposez d'ouvrages ou d'articles de référence ou si vous connaissez des sites web de qualité traitant du thème abordé ici, merci de compléter l'article en donnant les références utiles à sa vérifiabilité et en les liant à la section « Notes et références ».
Titres
Duc de La Trémoille
Prince de Talmont, Tarente
Comte de Laval, Montfort, Taillebourg, Benon
Marquis de Noirmoutier
1620 – 1672
Pair de France
1656 – 1672
Henri II de La Trémoille ou Henri-Charles de La Trémoille, 4e duc de Thouars, né à Thouars le 17 décembre 1620, où il est mort le 14 septembre 1672, est un gentilhomme et homme de guerre français du XVIIe siècle.
Surnommé le « duc de La Trémoille », il est également prince de Talmont et de Tarente, comte de Laval, de Montfort, de Taillebourg et de Benon. Marquis de Noirmoutier, Pair de France et Chevalier de la Jarretière en 1653 (brevet no 457). 

## Biographie
Henri Charles de La Trémoille est le fils de Henri III de La Trémoille, duc de Thouars, duc de La Trémoille et de Marie de La Tour d'Auvergne. Il descend de la maison de La Trémoille par son père et de la maison de La Tour d'Auvergne par sa mère.
En 1628 son père Henri Ier de La Trémoille et lui se convertissent au catholicisme, mais sa mère Marie de La Tour d'Auvergne le convainc de se reconvertir au protestantisme à sa majorité. En 1638, il fait ses premières armes en Hollande auprès de son oncle le prince d'Orange.
En 1648, Henri Charles épouse Amélie de Hesse-Cassel (fille de Guillaume V de Hesse-Cassel).
La maison de la Trémoille éleva des prétentions au royaume de Naples. Henri de la Trémoille, par représentation d'Anne de Laval, sa bisaïeule, femme de François de la Trémoille, se trouvait, en effet, seul héritier de Frédéric d'Aragon, roi de Naples. En 1643, il fit valoir ses droits à cette couronne, et plus tard ses descendants reproduisirent sans succès cette réclamation lors des congrès qui ponctuent l'histoire diplomatique de l'Europe moderne. Louis XIII permit cependant au duc de la Trémoille de prendre le titre de prince de Tarente, et, par brevet délivré vers 1629, lui accorda, pour lui et les siens, le rang et les prérogatives qui y étaient attachés. En 1648, Louis XIV lui permit d'envoyer un représentant pour soutenir ses droits devant le congrès réuni à Munster, où se conclut le traité de Westphalie.  Les La Trémoille ont essayé de faire reconnaître leurs droits aux congrès de Munster, de Nimègue et de Ryswyk, sans succès. 
En octobre 1651, il fronde contre le cardinal de Mazarin et soutient ouvertement Condé. Sa demeure est tantôt à Vitré, tantôt à Laval, tantôt à Thouars. Henri-Charles écrivait à Cromwell comme au plus ferme appui qu'eut alors le protestantisme et en recevait des lettres dans lesquelles celui-ci l'assurait de l'ardeur de son zèle et l'encourageait à demeurer fidèle jusqu'à la fin. 
En 1656 il est arrêté et incarcéré à Amiens. Sa mère qui est restée en lien avec la cour se pose en médiatrice et elle obtient sa libération après plusieurs mois d'enfermement. Il est alors relégué en Poitou puis retourne servir en Hollande.
En 1668, il revient de Hollande pour gérer les bien du duché de Thouars, son père étant affaiblit par la maladie. Les études auxquelles Henri Charles se livre pendant près de 3 ans, la connaissance qu'il prend des livres écrits pour et contre la religion catholique, les conférences qu'il a surtout avec Arnauld, évêque d'Angers, l’amènent à abjurer. Le 3 septembre 1670, il abjure à Angers.
Il meurt deux ans avant son père en 1672 : c'est donc son fils aîné Charles Belgique Hollande qui succède au 3e duc de Thouars Henri III de La Trémoille.

## Mariage et descendance
Il épouse le 15 mai 1648 Émilie de Hesse-Cassel (1626-1693), fille de Guillaume V de Hesse-Cassel et d'Amélie-Élisabeth de Hanau-Münzenberg. De cette union naissent 5 enfants : 
- Charlotte-Amélie, née le 3 janvier 1652 et morte le 21 janvier 1732. Elle épouse le 29 mai 1680 Anton Graf von Aldenburg (1633-1681) ;
- Charles-Belgique-Hollande ;
- Frédéric-Guillaume né en 1658 et mort en 1738, prince de Talmont, comte de Taillebourg et Benon. Il est fait brigadier en 1702, maréchal de camp en 1704 et lieutenant général en 1710. Il épouse le 2 février 1707 Élisabeth de Bullion ; 
  - Parents de Anne-Charles-Frédéric de la Trémoille, duc de Châtellerault en 1730 ;
- Henriette-Céleste, née le 18 juillet 1662 (morte jeune) ;
- Marie-Sylvie, née le 18 juillet 1662 et morte en 1692.